# Treubiaceae
Treubiaceae, biljna porodica iz divizije jetrenjarki čija današnja dva roda čine ujedno i zaseban podrazred Treubiidae i red Treubiales. Porodici pripada i fosilni rod Treubiites. s vrstom Treubiites kidstonii.

## Rodovi
1. Genus Apotreubia S. Hatt. & Mizut.,  4 spp
2. Genus Treubia K.I. Goebel,  7spp
3. Genus †Treubiites Schuster 1966, 1 †spp